# Lucja Radwan
Lucja Radwan (* 1951 in Tuchów) ist eine in Gols, Burgenland, lebende österreichische Künstlerin polnischer Herkunft. Radwan arbeitet mit Vielfalt von Techniken, darunter Aquarelle, Acryl, Tusche und Öl.
Die Künstlerin wurde zuerst bekannt für ihre leidenschaftlichen Aquarellbilder, die sowohl städtische als auch ländliche Landschaften darstellen. Mit der Zeit wurde Speleo-Art zu Radwans Erkennungsstil – darunter meist großdimensionale Ölbilder, inspiriert durch mannigfaltige Morphologie von Kavernen und Tropfsteinhöhlen mit geformten Bodenzapfen und Stalaktiten. Die Künstlerin verbindet unendliche Vielfalt von Formen und Farben mit ihrem unverkennbaren Stil, gekennzeichnet durch Zusammenspiel von Antithesen: Schrecken und Majestät, lebendigen Puls und statische Ausgeglichenheit. Das Resultat sind feine Ölbilder, geprägt durch bedachtes Design und aufwändige, ausgearbeitete Vollendung. Im Gegenteil dazu erwecken Lucja Radwans Acrylbilder den Eindruck von spontan entstandenen Werken, wo ein attraktives Thema sich aus einem vorübereilenden Gedanken entfaltet.

## Mitgliedschaften
- Berufsvereinigung der bildenden Künstler Österreichs Schloss Schönbrunn-Wien
- Art Brücke, Gols

## Preise und Auszeichnungen
- 2000 The NSS Speleo Art Salon in Elkins, West Virginia, USA: 1. Platz und 2. Platz Für Abstrakte SpeleoArt – Malerei
- 2001 – The NSS Speleo Art Salon in Mount Vernon Kentucky, USA: 1. Platz und 2. Platz Für abstrakte SpeleoArt – Malerei
- 2002–I.C.U. – International Cultural Union, Second International Festival „Femina“, Israel: Honorary Award

## Teilnahme an den Kunstmessen (Auswahl)
- Vetrina Degli Artist Contemporanei, Florenz, Italien
- Biennale Internationale Dell’Arte Contemporane,  Florenz, Italien
- Art View & Performance Salzburg
- Internationale Kunstmesse, Neusiedl am See
- Kunstmesse „Viennafair“ Vienna

## Einzelausstellungen (Auswahl)
Modern Art Galerie, Tarnów, Polen; HS Galerie, Spittelberg, Wien; die Allgemeine Poliklinik, Wien; Haus Attersee, Seewalchen am Attersee; Kulturzentrum, Tuchów, Polen; Galerie Kumamoto-Shi, Japan; Theater „Akzent“, Wien; Ceves in Arts – Internationale Conference Jo’Svafö, Ungarn; Museum Okręgowe Tarnów – Kreismuseum Tarnów, Polen; Alte Schieberkammer, Wien; Santen Sho Galerie Kumamoto-Shi, Japan; Farben & Formen, Haus Wien Energie, Wien; Galerie des Österreichischen Generalkonsulats in Krakau; Kulturzentrum in Andrychow; Schlossgalerie Przemyśl, Poland; Galerie der Wojewodschaftsbibliothek in Opole; Ethnografisches Museum Wrocław; Gauermann Museum, Miesenbach;
Haus der Künste und Literatur, Pécs, Ungarn (Művészetek és Irodalom Háza).

## Kollektivausstellungen (Auswahl)
- Ars „Austriaca 85“- Baden.
- Schloß Grafenegg.
- Stift Altenburg.
- „Die Gunst der Kunst“ Schloss Schönbrunn.
- „Frühlingsausstellung“ Schloss Schlosshof.
- „Salon 94“ Palais Palffy, Wien.
- Internationale Speleo Art Exhibition, La Chaux-De-Fonds, Schweiz.
- „Go West“ WUK Projektraum, Wien. Schloss Greillenstein.
- Kyung-In Modern Art Galerie, Seoul, Korea.
- Künstlerhaus, Graz.
- Speleo Art Sewanee, Tennessee, USA.
- Speleo Art Rockampton, Queensland, Australien.
- Kunsan -6te ASropa College Dept. of interior Design Korea.
- Speleo Art, Idaho, USA.
- Internationale Biennale Dell’Arte Contemporane, Florence, Italy, Art, Elkins, USA.
- Creative Galerie-Free Cart, Vienna,
- Speleo Art, Bathurst, New South Wales, Australien.Speleo Art, Mount Vernon Kentucky, USA.
- Second International Festival „FEMINA“, Haifa, Israel.
- „Rausch der Sinne“, HAK Projekt, Weinkulturhaus, Gols.
- „Der See verbindet“, haus im puls, Neusiedl am See.

## Sonstige Tragweit
Werke von Lucja Radwan befinden sich unter anderem in Besitz von Institutionen, wie Artothek des Bundes, Wien, Wiener Gebietskrankenkasse, Wiener Städtische Versicherung, Kollegialkonsult Versicherungs- und finanzmathematische Beratung, Wien, Floridsdorfer Bezirksmuseum, Wien, Gemeinde Palstein, Gemeinde Gols, Rolletmuseum – Städtische Sammlung Baden, Regionalmuseum Tarnów, Städtisches Museum Tuchów (im Gedenkzimmer von Lucja’s Vater, Tadeusz Radwan), Nationalmuseum Wrocław. Ihre Bilder befinden sich auch in der Sammlung von Papst Johannes Paul II. Zahlreiche Werke befinden sich weltweit in privaten Sammlungen (Australien, Italien, Japan, Korea, Polen, Schweiz, Türkei, Ungarn, USA).